# محافظة ماي هونغ سون
محافظة ماي هونغ سون (بالتايلاندية: แม่ฮ่องสอน) و (بالإنجليزية: Mae Hong Son)‏ هي محافظة تقع في شمال تايلاند تجاورها محافظات تشيانغ مي وتاك وتقع على حدود بورما.

## الجغرافيا
تعتبر محافظة ماي هونغ سون من أكبر المحافظات الجبلية في تايلاند وسابع محافظة من حيث المساحة وتبعد عن العاصمة بانكوك 924 كيلومترا.

## السكان
تعتبر المحافظة اقل محافظة من حيث الكثافة السكانية (ووفقا لتعداد عام 2000)، و 63% من السكان في المحافظة ينتمون إلى قبائل التلال.

## التقسيمات الادارية
تنقسم المحافظة إلى 7 مقاطعات و 45 بلدية و 402 قرية.

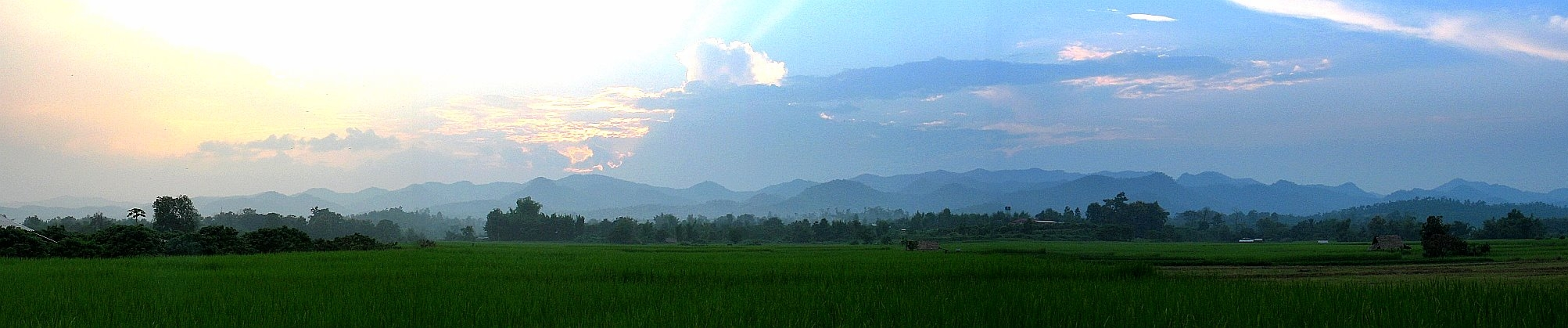
صورة من حقول الارز والجبال الجنوبية للمحافظة

| 1. موانج ماي هونغ سون 2. خون يوام 3. بأي 4. مي ساريانغ | 1. مي لا نوي 2. سوب مويي 3. بانجمافا |